# Пивгозеро
Пивгозеро — пресноводное озеро на территории Великогубского сельского поселения Медвежьегорского района Республики Карелии.

## Общие сведения
Площадь озера — 3,1 км². Располагается на высоте 38,2 метров над уровнем моря.
Форма озера продолговатая: оно почти на семь километров вытянуто с северо-запада на юго-восток. Берега изрезанные, каменисто-песчаные, преимущественно возвышенные.
Из юго-восточной оконечности озера вытекает безымянный водоток, впадающий в Онежское озеро.
Населённые пункты и автодороги вблизи водоёма отсутствуют. В двух километрах к северо-востоку располагается нежилая деревня Пегрема.
Код объекта в государственном водном реестре — 01040100611102000018480.